# Parc d'État de Kodachrome Basin
Pour les articles homonymes, voir Kodachrome (homonymie).
Le parc d'État de Kodachrome Basin est un parc d'État américain situé dans l'Utah. L'intérêt géologique du parc sont les flèches et les colonnes de grès appelées tuyaux de sable (sandpipes), que l'on ne trouve nulle part ailleurs sur Terre.

## Géographie
Le site est situé au sud de l'Utah à 1 768 mètres d'altitude, à 19 kilomètres au sud de la route d'Utah numéro 12 et à 32 kilomètres au sud-est du parc national de Bryce Canyon. Il est accessible par le nord via la ville de Cannonville, Utah ou par le sud par une voie non goudronnée venant de Page, Arizona.

## Histoire
Le site a d'abord été occupé par des amérindiens. Puis au début du XXe siècle, des éleveurs de Cannonville et Henrieville utilisèrent le bassin comme une pâture d'hiver. En 1948, la National Geographic Society explore et photographie le site pour un reportage qui paraît en septembre 1949 dans le National Geographic. Les journalistes nommèrent alors le site Kodachrome Flat pour ses couleurs vives, d'après le film Kodak qu'ils utilisaient, le Kodachrome.
En 1962, le parc d'État voit le jour. Le nom du parc est changé en Chimney Rock State Park pour éviter que la marque Kodachrome ne soit abusivement utilisée mais est finalement renommé Kodachrome Basin quelques années plus tard avec l'accord de Kodak.

## Géologie
Les géologues pensent que le parc a été autrefois similaire au parc national de Yellowstone avec de nombreuses sources chaudes et geysers, qui se sont finalement remplis de sédiments. Avec le temps le grès entourant les geysers solidifiés s'est érodé, laissant à l'air libre de grandes colonnes. 67 colonnes, allant de 2 à 52 mètres, ont été identifiées sur le site.

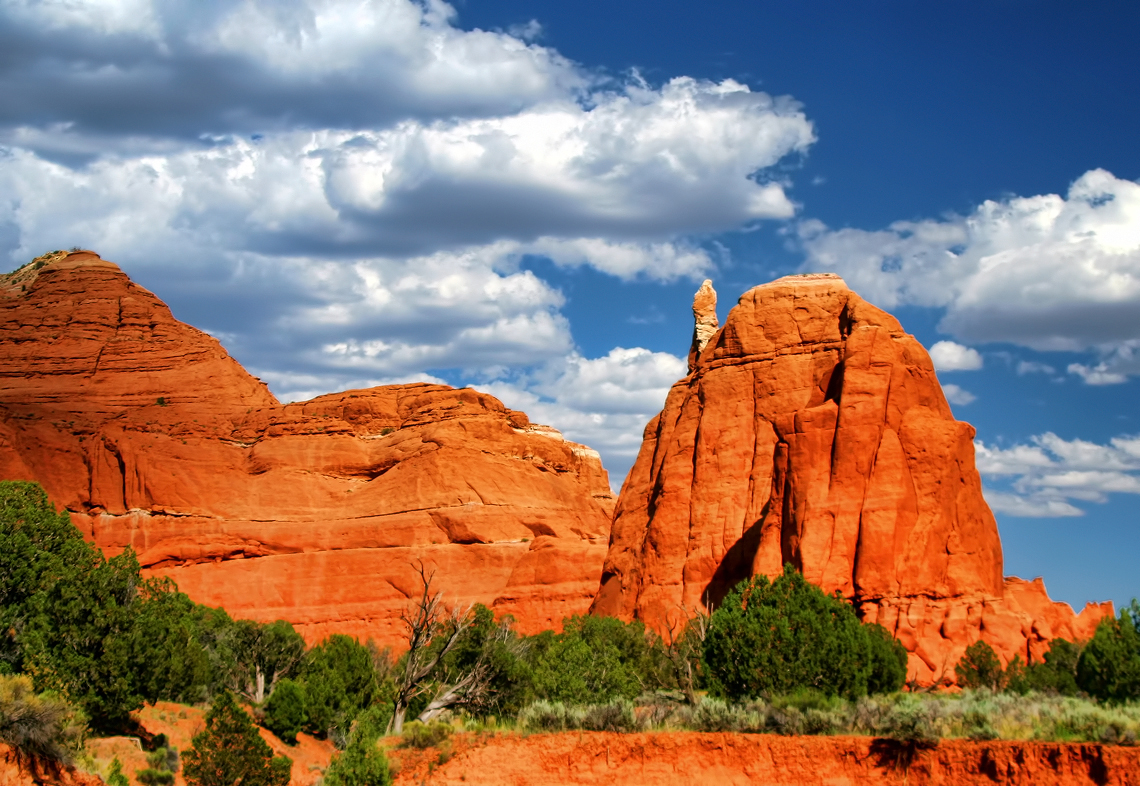
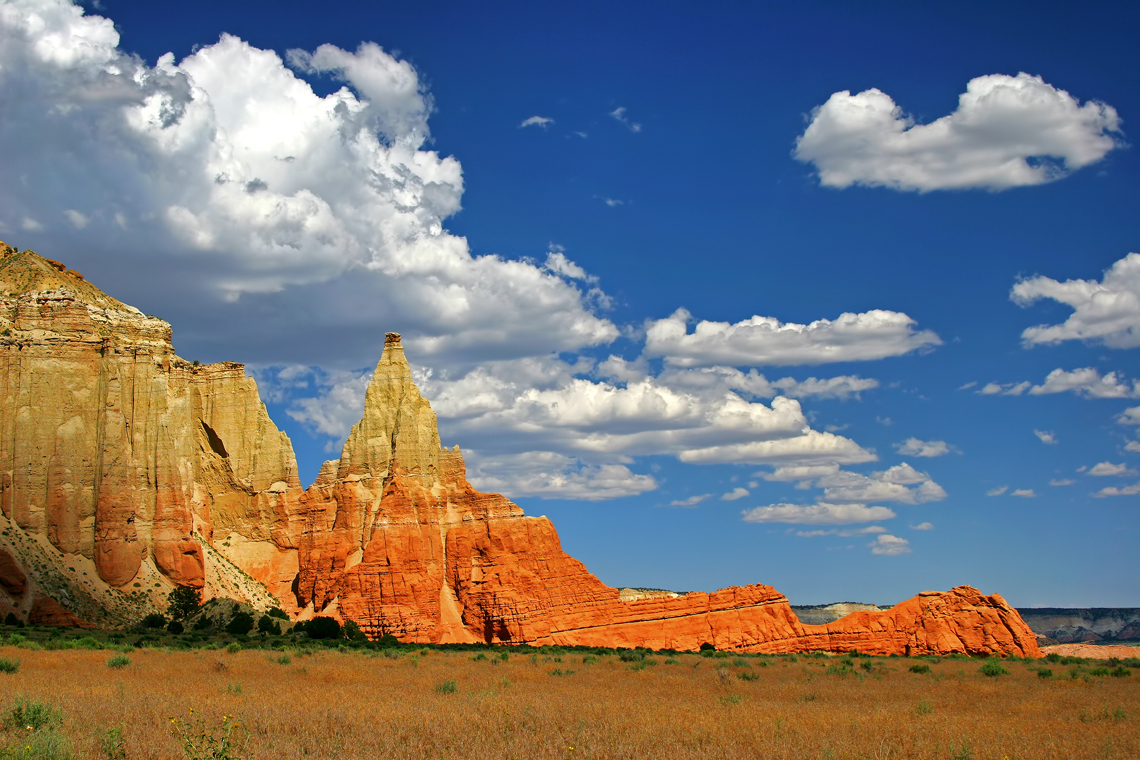
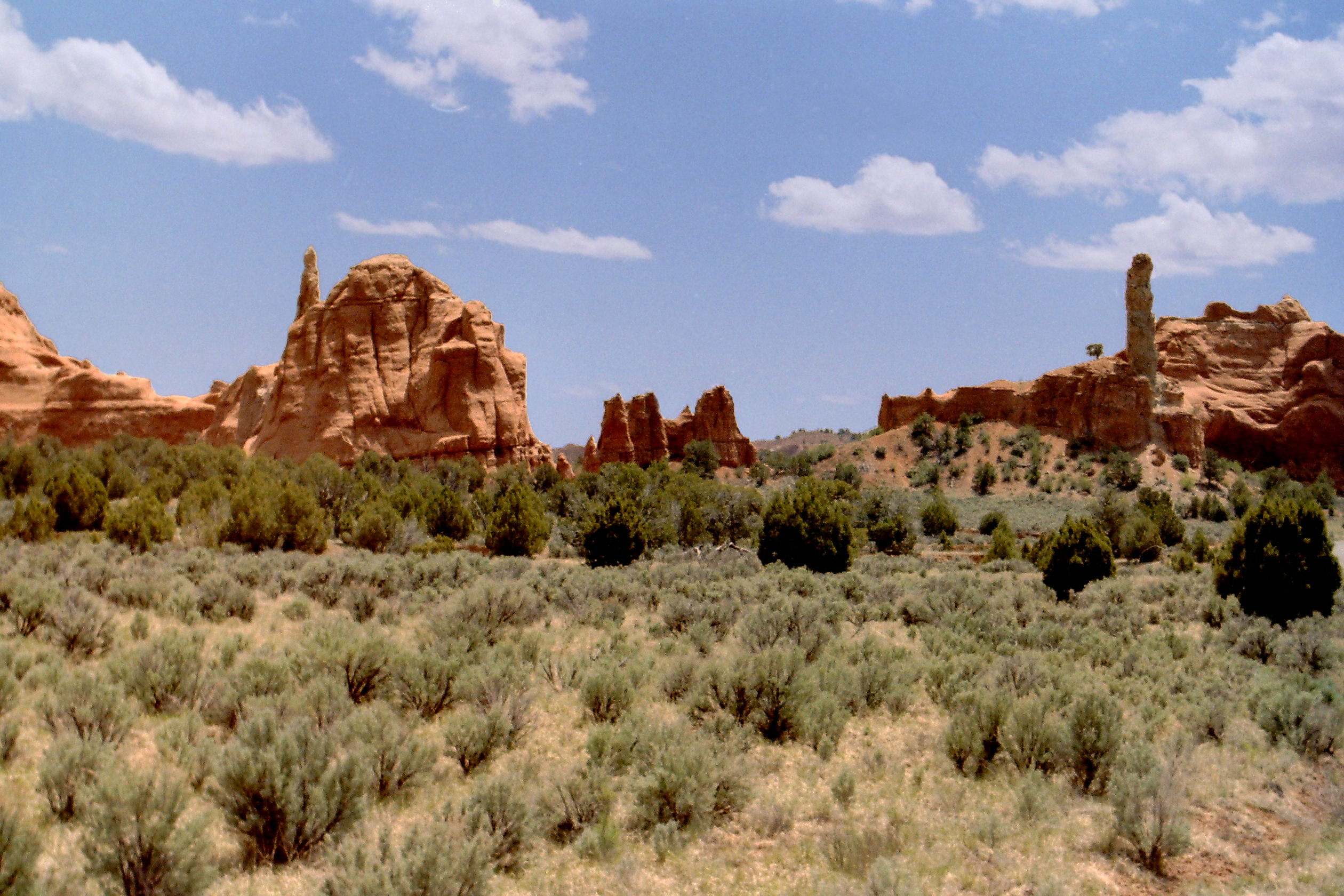
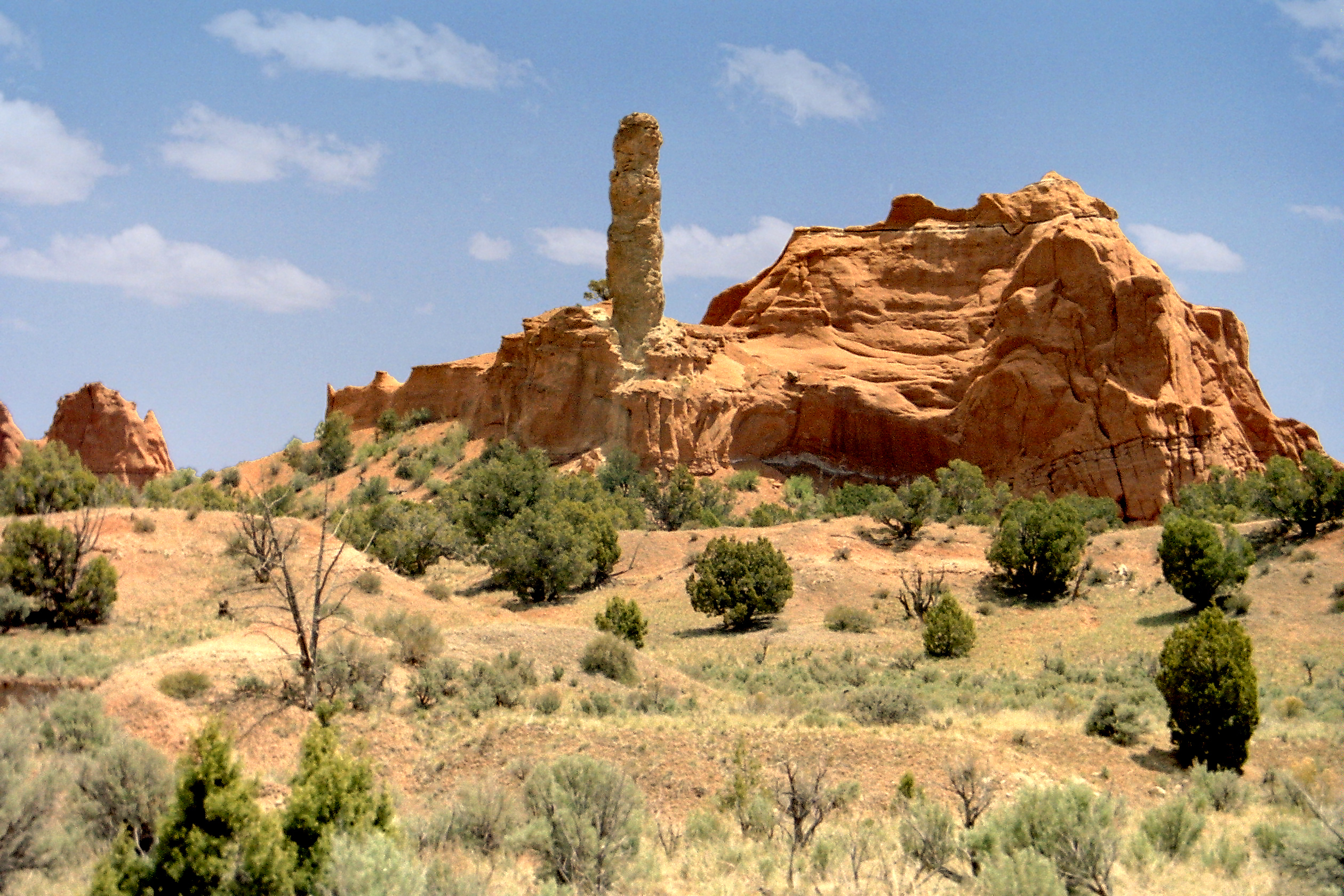
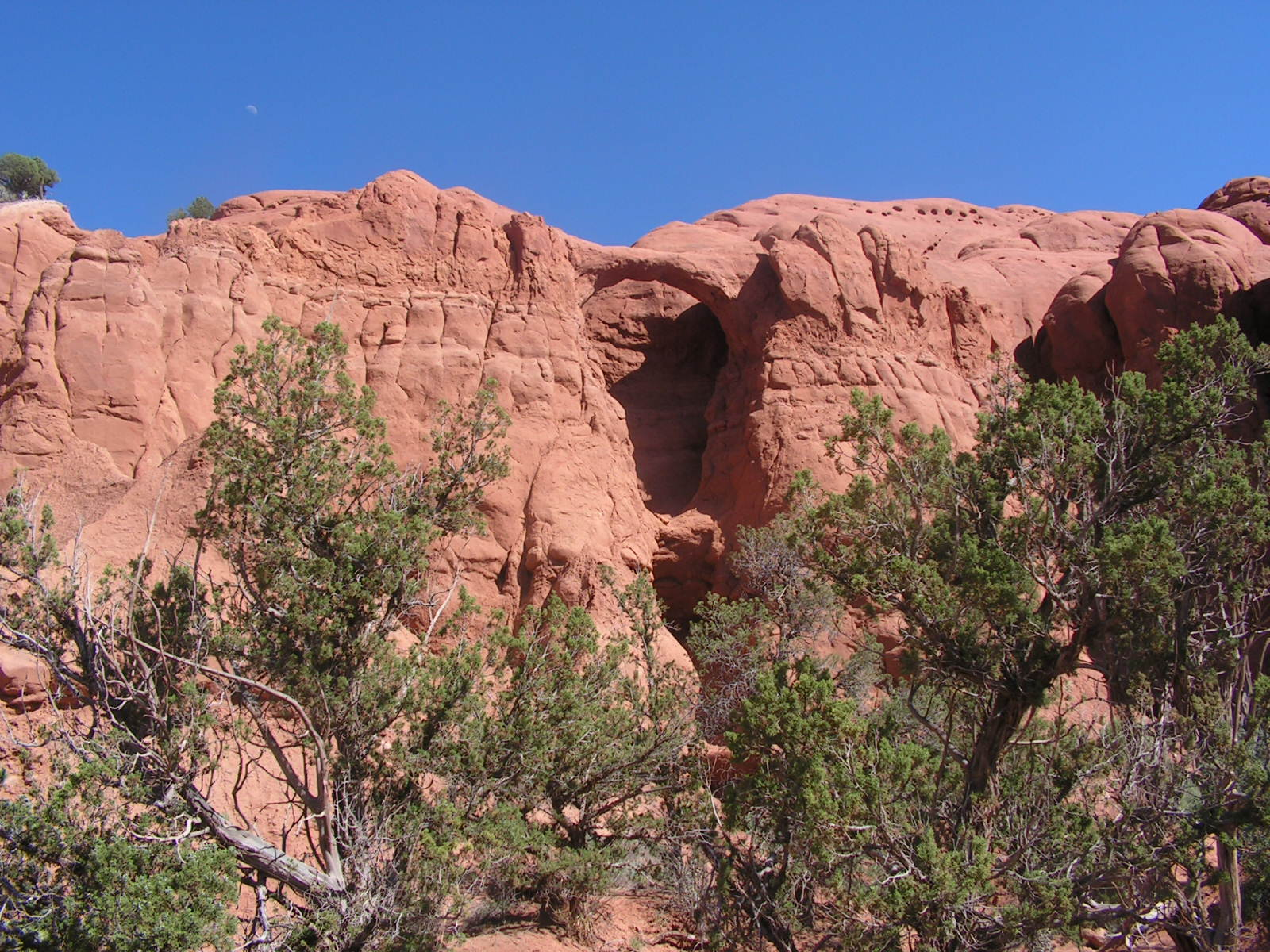
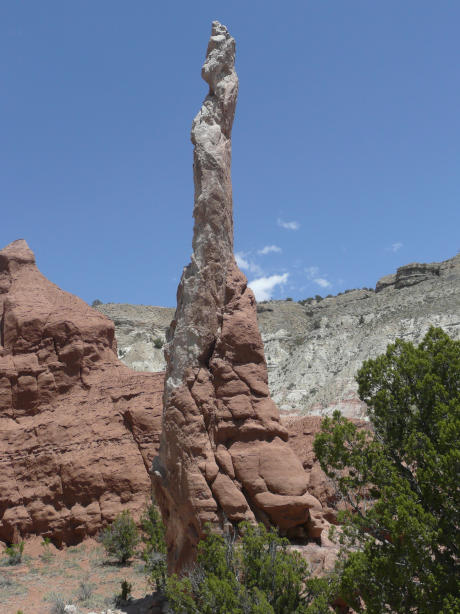
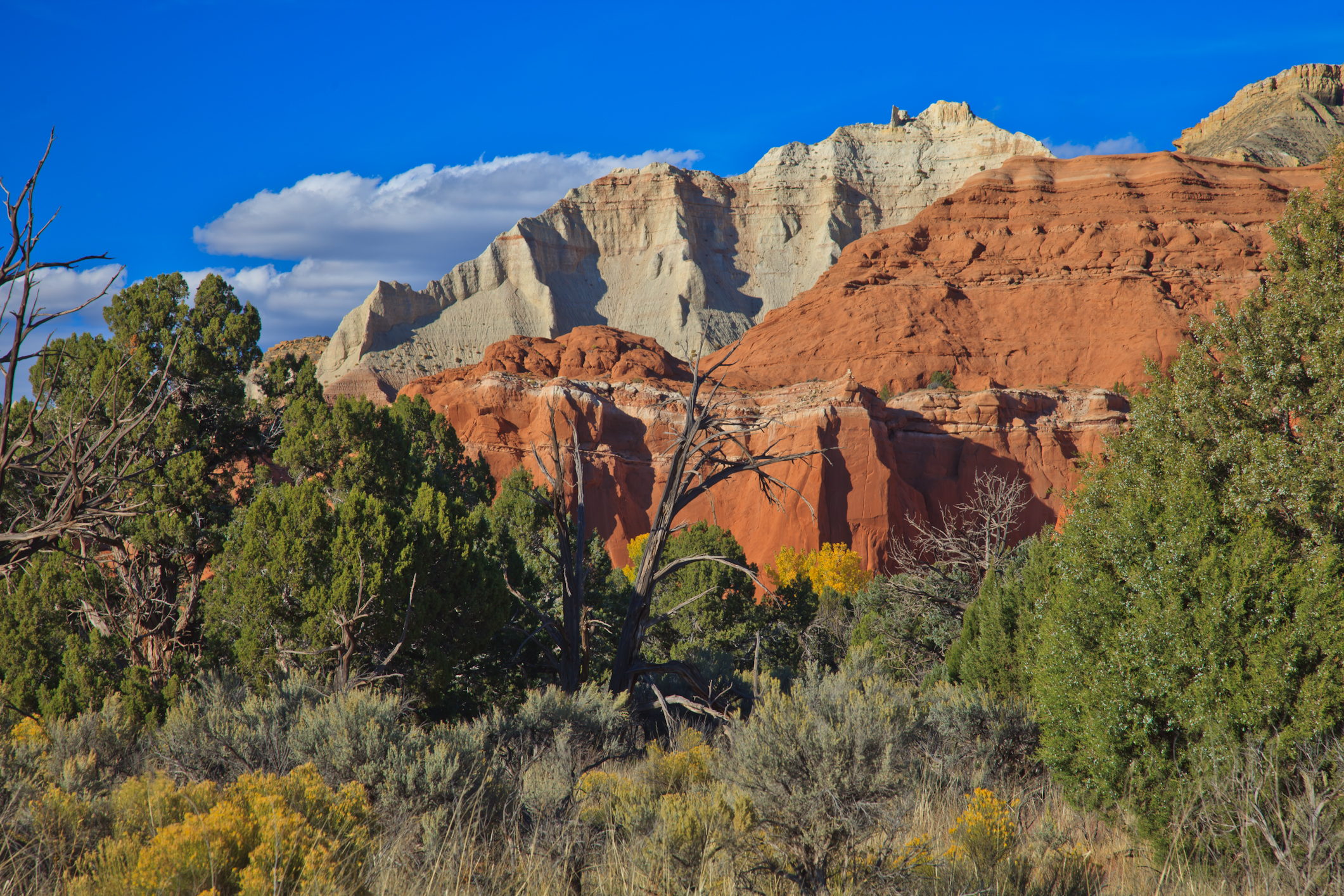
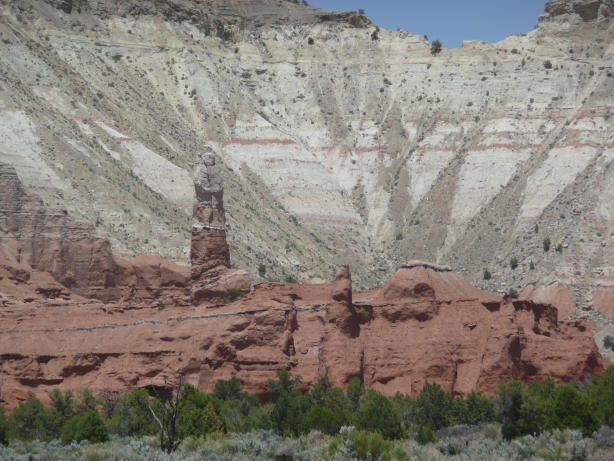
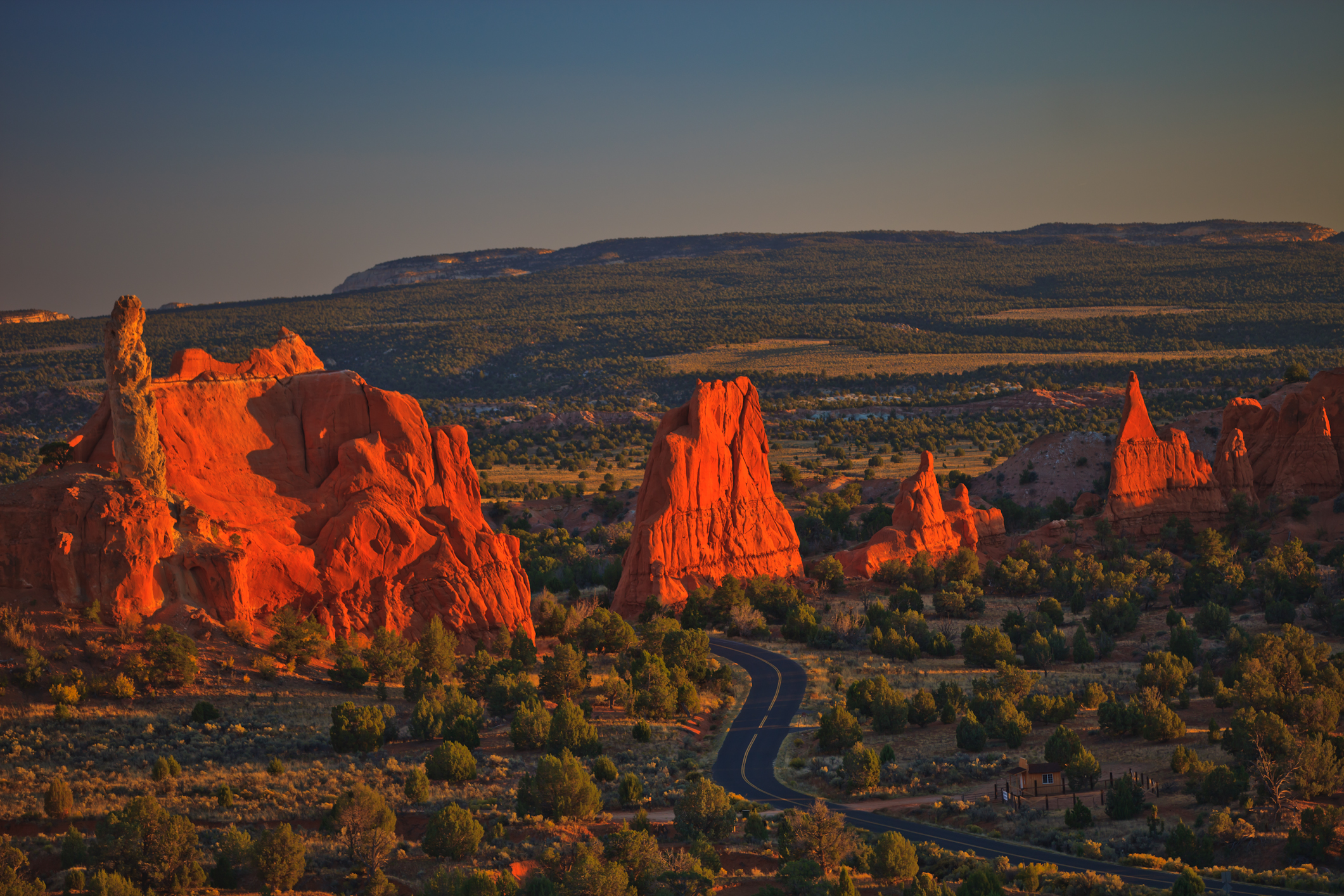

## Informations touristiques
Le tarif du parc est de 8 dollars pour un véhicule et 16 $ pour une nuit en camping. Les activités principales pratiquées dans le parc sont la photographie, l'observation de la nature, le camping, la randonnée et l'astronomie. Les sites les plus populaires sont Chimney Rock, Shakespeare Arch, et Ballerina Geyser. Le parc a été visité par 160 000 personnes en 2022.